# Hammamet

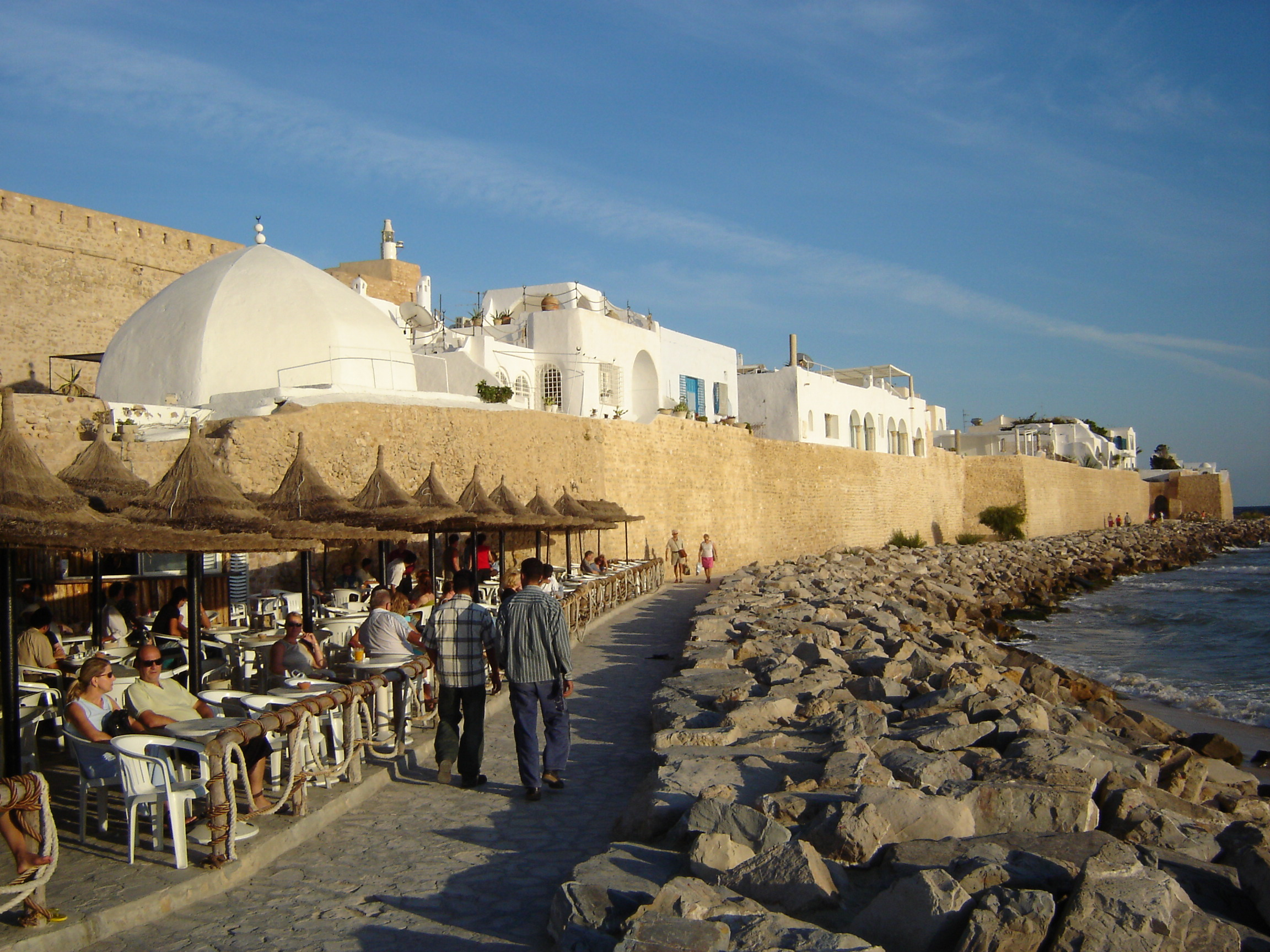
Hammamet, Oraşul tradiţional

Hammamet (arab. الحمامات DIN 31635 al-Ḥammāmāt) este un oraș din nordul Tunisiei. Orașul este situat pe coasta Mării Mediterane, în partea de sud-est a Peninsulei Capul Bon și aparține guvernoratului Nabeul. De la începutul secolului XX orașul devine o stațiune apreciată de turiști datorită plajelor sale. Hammamet a avut datorită turismului în anul 2004,  63.116 locuitori și o suprafață de 3600 de hectare. Așezarea geografică, orașul are următoarele coordonate geografice:36°°24'′N 10°°37'′E / 0.000°N 0.000°E; fiind situat la 64 km distanță de capitala Tunisiei, Tunis și la 84 km de Sousse oraș întemeiat de fenicieni în secolul IX î.Hr.